# Aero AT-3
Pour les articles homonymes, voir AT-3.
L'Aero AT-3 est un biplace côte à côte d’entrainement et de tourisme polonais, monoplan à aile basse cantilever et train tricycle fixe.

## Développement
Dessiné par Tomasz Antoniewski en 1997, l’AT-3 est très largement inspiré du Pottier P.220S Koala (en). C’est un appareil de construction métallique, la structure étant en dural avec revêtement semi-travaillant, mais ce revêtement comporte des éléments composites en carbone et fibre de verre.
Deux prototypes ont été mis en chantier en 1997, le premier étant destiné à défricher l’enveloppe de vol et le second aux essais statiques. Le premier vol a eu lieu en 1999 avec un moteur Limbach L2400 (en) de 100 ch. Une certification polonaise a été obtenue en mai 1999 et 5 exemplaires de série ont été livrés en 2002 à l’Aero Club de Pologne et l’Aero Club de Varsovie. Depuis 2004, l’AT-3 est commercialisé en kit pour la construction amateur avec la version AT-3 SK (SK = Special Kit).

## Aero AT-3 R100
Pour répondre aux critiques formulées, en particulier, en Grande-Bretagne, la version de base a été modifiée : fuselage allongé de 28 cm, empennage plus profond, modification du capot moteur pour faciliter les visites, remplacement du moteur par un Rotax 912S de 100 ch, avionique occidentale, frein de parking, …). Devenu AT-3 R100, l’appareil a obtenu sa certification CAA en octobre 2004, puis une certification EASA le 21 janvier 2005 dans la catégorie JAR/VLA.
En janvier 2007 l’Aero AT-3 R100 était vendu 87 100 € en version de base, complet avec un moteur Rotax 912S, 29 800 € en kit (prix départ Krosno), 98 200 € en version club, et 107 700 €  en version Tourer. Les sous-ensembles métalliques étaient alors produits par PZL Mielec et les AT-3 assemblés dans l’ancienne usine PZL de Krosno.
En mai 2008, Aero At a transféré la production à Mielec au sein d'une usine neuve.
La même année est lancée la version LSA (Light Sport Aircraft) nommé AT-4 pour répondre à la demande américaine pour cette catégorie d'aéronef léger en fort développement.

## Sources
- Info-Pilote no 629, août 2008
- Importateur France: Aero Stock